# Endre Győrfi
Endre Győrfi (ur. 30 marca 1920 w Hajmáskér, zm. 2 czerwca 1992 w Balatonföldvár) – węgierski piłkarz wodny, zdobywca srebrnego medalu z drużyną na Letnich Igrzyskach Olimpijskich w Londynie (1948) gdzie wystąpił w 5 meczach na pozycji bramkarza.